# Wybory prezydenckie w Stanach Zjednoczonych w Kalifornii w 1984 roku
Wybory prezydenckie w Stanach Zjednoczonych w Kalifornii w 1984 roku – odbyły się 6 listopada 1984 jako część 50. wyborów prezydenckich, w których wzięło udział wszystkie 50 stanów oraz Dystrykt Kolumbii.
Wyborcy w Kalifornii wybrali elektorów, aby reprezentowali ich w głosowaniu powszechnym w kolegium elektorskim.
Kalifornia została zdobyta przez kandydata republikanów – ówczesnego prezydenta Ronalda Reagana.
| 1980← 6 XI 1984 →1988 |                                                                                                  |                                                                                                  |
| --- | ------------------------------------------------------------------------------------------------ | ------------------------------------------------------------------------------------------------ |
| - Kandydat na prezydenta - Partia polityczna - Stan macierzysty - Kandydat na wiceprezydenta - Głosy elektorskie - Głosy powszechne - Wyniki procentowe | - Ronald Reagan - Partia Republikańska - Kalifornia - George H.W. Bush - 47 - 5 467 009 - 57,51% | - Walter Mondale - Partia Demokratyczna - Minnesota - Geraldine Ferraro - 0 - 3 922 519 - 41,27% |